# Santa Rosa, Atzalan
Santa Rosa är en ort i Mexiko.   Den ligger i kommunen Atzalan och delstaten Veracruz, i den sydöstra delen av landet, 230 km öster om huvudstaden Mexico City. Santa Rosa ligger 401 meter över havet och antalet invånare är 166.
Terrängen runt Santa Rosa är huvudsakligen kuperad, men norrut är den platt. Terrängen runt Santa Rosa sluttar norrut. Runt Santa Rosa är det ganska tätbefolkat, med 96 invånare per kvadratkilometer. Närmaste större samhälle är Martínez de la Torre, 12,6 km norr om Santa Rosa. Omgivningarna runt Santa Rosa är en mosaik av jordbruksmark och naturlig växtlighet.